# Josef Dietrich
Josef "Sepp" Dietrich (28 de maig de 1892 – 21 d'abril de 1966) va ser un general alemany de les Waffen-SS, que arribà al rang de SS-Oberstgruppenführer, i era un dels homes més propers a Adolf Hitler. Pels seus serveis de guerra, va ser un dels 27 homes en rebre la Creu de Cavaller amb Fulles de Roure i Espases i diamants.

## Biografia
Sepp Dietrich va néixer a Hawangen, prop de Memmingen (Bavària), el 28 de maig de 1892, fill de Palagius Dietrich i de la seva esposa Kreszentia. Treballà de carnisser i de criat d'hotel. El 1911 s'allistà per un breu període a l'exèrcit bavarès. Voluntari des dels inicis de la Primera Guerra Mundial, serví amb l'artilleria, com a sergent pagador i a les primeres tropes blindades alemanyes.
Després de la guerra, Dietrich serví breument a un Freikorps contra la República Soviètica Bavaresa, al maig de 1919. Després, anà saltant d'una feina a l'altre, incloent-hi cambrer, policia, mosso de granja, depenent a una benzinera i a duanes. S'uní al Partit Nacional Socialista dels Treballadors Alemanys (NSDAP) el 1928, sent nomenat comandant del cos de protecció de Hitler: les Schutzstaffel (les SS). Acompanya a Hitler en viatges al voltant de tot Alemanya i Hitler li donà el malnom de "Chauffeureska". Posteriorment, Hitler li donà més responsabilitats, incloent-hi diversos càrrecs a les SS, i el deixà viure a la Cancelleria.
El 1930 va ser escollit delegat de la Baixa Baviera pel Reichstag. Cap al 1931 ja tenia el rang de SS-Gruppenführer. Quan el NSDAP obtingué el poder el 1933, Dietrich ascendí visiblement dins de la jerarquia nazi. Va ser ascendit al rang de SS-Obergruppenführer, comandant de la Leibstandarte SS Adolf Hitler, general de les Waffen-SS i membre del Consell d'Estat de Prússia.
El 1934, Dietrich tingué un paper actiu a la Nit dels ganivets llargs. Hitler li ordenà que prengués 6 homes i que anés al Ministeri de Justícia per executar a diversos caps de les SA. Poc després, va ser promogut a SS-Obergruppenführer.
Amb l'esclat de la II Guerra Mundial, Dietrich comandà la Leibstandarte als atacs contra Polònia, el Benelux i França. Després seguí amb les campanyes de Iugoslàvia i Grècia, per ser promogut a comandar el I SS-Panzerkorps, inclòs al Grup d'Exèrcits Centre del Front Oriental, per participar en la invasió de la Unió Soviètica. El 1943 va ser enviat a Itàlia per rescatar a l'amant de Mussolini, Clara Petacci.
Dietrich comandà el I.SS-Panzerkorps a la batalla de Normandia. Pels seus èxits, Hitler el promogué al comandament del 6.SS-Panzer-Armee. Dietrcih el comandà a la batalla de les Ardenes el 1944 (se li va assignar la tasca perquè, després del Complot del 20 de juliol, Hitler desconfiava dels oficials de la Wehrmacht)]. El 17 de desembre, unitats de les SS sota el seu comandament van matar entre 77 i 82 presoners de guerra a Malmedy, tot i que no és segur que Dietrich ho sabés.
En aquest moment, Dietrich comença a protestar a Hitler per la desgana que tenia per deixar que els oficials actuessin per pròpia iniciativa. L'abril del 1945, després del fracàs d'Ofensiva del Despertar de la Primavera al llac Balatón, encapçalada per les tropes de Dietrich, un frustrat Hitler ordenà que Dietrich i els seus homes es traguessin de l'uniforme les seves cintes d'unitat (que portaven el nom de Hitler, i aquest els considerà indignes de lluir el seu nom) però Dietrich rebutjà publicar l'ordre.
Dietrich comandà les tropes de tancs a Viena, però fracassà en evitar que les tropes soviètiques capturessin la ciutat. Després d'això, acompanyat per la seva dona, Dietrich es rendí en 9 de maig de 1945 al Sergent Major Herbert Kraus de la 36a Divisió d'Infanteria americana a Krems an der Donau, Àustria.

### Postguerra
Dietrich va ser jutjat entre el 16 de maig i el 16 de juliol de 1946 per la Matança de Malmedy, sent sentenciat a cadena perpètua per ordenar l'execució de presoners de guerra. Degut al testimoni de diversos oficials alemanys, la seva sentència va ser retallada a 25 anys, dels quals en complí 10, sent alliberat el 22 d'octubre de 1955. No obstant això, va tornar a ser detingut a l'agost de 1956 per les autoritats alemanyes i jutjat per la seva participació en la matança de líders de la SA durant la Nit dels ganivets llargs. Va ser sentenciat a 19 mesos de presó. Va ser alliberat el 2 de febrer de 1959 per problemes de salut, si bé llavors ja gairebé havia complert tota la pena. Paral·lelament, va ser sentenciat a mort en absència per un tribunal de la Unió Soviètica pels crims de guerra comesos per la Leibstandarte a Khàrkiv el 1943.
Va morir el 1966 d'un atac de cor a Ludwigsburg amb 73 anys. Al seu funeral van anar uns 7.000 antics camarades de guerra. Va ser elogiat per l'antic SS-Obergruppenführer un General der Waffen-SS Wilhelm Bittrich.

## Dates de promoció
- SS-Sturmführer: 1 de juny de 1928
- SS-Sturmbannführer: 1 d'agost de 1928
- SS-Standartenführer: 18 de setembre de 1929
- SS-Oberführer: 10 d'octubre de 1930
- SS-Gruppenführer: 18 de desembre de 1931
- SS-Obergruppenführer: 1 de juliol de 1934 und General der Waffen-SS: 19 de novembre de 1940
- SS-Oberstgruppenführer und Panzer-Generaloberst der Waffen-SS: 1 d'agost de 1944

## Condecoracions
Creu de Cavaller de la Creu de Ferro amb Fulles de Roure, Espases i Diamants: 
 Creu de Cavaller (05-07-1940) com SS-Obergruppenführer und General der Waffen-SS i Comandant del Leibstandarte SS "Adolf Hitler", a la Campanya Occidental
 Fulles de Roure (41è) (31-12-1941) com SS-Obergruppenführer i Comandant del Leibstandarte SS "Adolf Hitler"
 Espases (26è) (16-3-1943) com SS-Obergruppenführer i Comandant del Leibstandarte SS "Adolf Hitler"
 Brillants (16è) (6-8-1944) com SS-Oberstgruppenführer i Comandant del I.SS-Panzer-Korps "Leibstandarte"
 Creu de Ferro 1914 de 1a Classe (1918)
 Creu de Ferro 1914 de 2a Classe (1917)
 Barra de 1939 a la Creu de Ferro 1914 de 1a Classe (27-10-1939)
 Barra de 1939 a la Creu de Ferro 1914 de 2a Classe (25-9-1939)
 Medalla de la Campanya d'Hivern a l'Est 1941/42 (1942)
 Creu d'Honor dels Combatents del Front
 Insígnia d'Or del NSDAP (1933)
 Orde de Sang (10è) (1933)
 Insígnia de Ferits 1918 en negre (ferit 2 cops)
 Creu al Mèrit de Guerra Bavaresa de 3a Classe amb Espases i Corona
 Medalla de l'1 d'octubre de 1938 amb barra "Castell de Praga"
 Medalla del 13 de març de 1938
- Insígnia de Combat de tancs 1918 en plata (1921)
- Insígnia Combinada de Pilot-Observador en Or i Diamants
- Insígnia esportiva de les SA en or
- Insígnia esportiva nacional alemanya en or
- Medalla del Llarg Servei a les Forces Armades

 Medalla per Valentia austríaca en bronze
- Àliga de Silèsia de 2a classe (1934)
- Medalla de Llarg Servei bavaresa de 3a classe

 Medalla de Llarg Servei al NSDAP en plata
- Anell de la Calavera de les SS
- Espasa d'Honor del Reichführer-SS

 Gran Oficial de l'Orde de Sant Maurici i Sant Llàtzer (Itàlia)
 Gran Oficial de l'Orde Militar de Savoia (Itàlia)
 Gran Creu de l'Orde de la Corona d'Itàlia (Itàlia)
 Gran Oficial de l'Orde de la Corona de Romania (Romania)